# Wilhelm Genth (SS-Mitglied)
Karl Wilhelm Genth (* 6. Mai 1894 in Mannheim; † 6. Januar 1964 in Helmstadt) war ein deutscher Unterscharführer bei der Waffen-SS und Wachmann in Konzentrationslagern.

## Leben
Wilhelm Genth war Sohn des Kranführers Jakob August Genth. Er besuchte eine Gewerbeschule und machte danach eine Lehre als Buchdrucker. Nebenbei studierte er Musik. Im Ersten Weltkrieg wurde er zum Wehrdienst eingezogen und war in Masuren sowie an der Westfront in Frankreich eingesetzt. Ab 1916 gehörte er beim Militär einem Musikkorps an. Nach dem Krieg war er ab 1918 wieder als Buchdrucker tätig. Seit dem 19. Mai 1934 gehörte er bis zum 15. Juli 1938 einem Musikzug der SA an. Zum 18. Juli 1938 wechselte er zur SS (SS-Nummer 398.885) und wurde hauptberuflicher Musiker in einem SS-Musikzug. Genth war zweimal verheiratet und hatte drei Kinder.
Während des Zweiten Weltkriegs gehörte er Einheiten der SS-Totenkopfverbände und der Waffen-SS an. Nach dem Kriegsausbruch 1939 kam er zunächst zu verschiedenen Einheiten der SS-Totenkopfverbände. Im November 1940 wurde er zur SS-Wachkompanie eines „Straflagers“ im Hunsrück kommandiert. Vorübergehend wurde er entlassen, 1940 aber wieder eingezogen und als Wachmann und Sanitäter in Konzentrationslagern in Polen eingesetzt war. 1943 besuchte Genth einen sechswöchigen Sanitätskursus. Ab Dezember 1943 war er für 2 Wochen SS-Sanitätsdienstgrad bei der SS-Wachkompanie des KZ Majdanek bei Lublin. In den Jahren 1943/1944 gehörte er zum SS-Kommandanturstab des KZ Vaivara in Estland. Er war in verschiedenen Außenlagern als Sanitätsdienstgrad und zeitweise in kleineren Lägern auch als Lagerführer eingesetzt. In den Lägern in Estland sind in größerem Umfange Lagerinsassen getötet worden. Im November 1944 wurde er ins KZ Neuengamme versetzt. Kurz danach kam er in das Außenlager Porta Westfalica und anschließend in das Außenlager Hannover-Stöcken.
Die dortigen marschfähigen Häftlinge wurden in der Nacht vom 6. auf den 7. April 1945 wegen des Herannahens alliierter Truppen auf einen Todesmarsch in Richtung KZ Bergen-Belsen geschickt. Genth begleitete den Marsch als Sanitäter. Häftlinge, die nicht Schritt halten konnten, wurden erschossen.
Im Juni 1945 sei Genth nach eigener Aussage in US-amerikanische Internierungshaft gekommen und wurde an Polen ausgeliefert. In Lublin wurde er 1947 wegen Verbrechen in polnischen Konzentrationslagern zu fünf Jahren Haft verurteilt.
Währenddessen hatte das Landgericht Hannover 1950 ein Verfahren gegen Genth wegen der Tötung von Häftlingen beim Todesmarsch von Hannover nach Bergen-Belsen eröffnet und aufgrund seiner Abwesenheit eingestellt. Nach seiner Haft in Polen kehrte Genth 1953 nach Deutschland zurück und lebte als Rentner in Helmstadt. 1961 wurde das Verfahren gegen ihn wieder aufgenommen. Vor dem Staatsanwalt gab Genth zu, dass er eigenhändig drei Häftlinge durch Genickschuss getötet habe. Genth wurde am 10. April 1963 vom Landgericht Hannover wegen Beihilfe zum Mord während des Todesmarsches zu drei Jahren und sechs Monaten Haft verurteilt. Aus gesundheitlichen Gründen erhielt er Haftverschonung.